# Rue du Temple
Rue du Temple är en gata som löper genom flera kvarter i Paris 3:e och 4:e arrondissement. Rue du Temple, som börjar vid Rue de Rivoli 64 och slutar vid Place de la République 13, är uppkallad efter Ordre du Temple, som hade sitt högkvarter vid Porte du Temple.

## Omgivningar
- Sainte-Élisabeth-de-Hongrie
- Jardin Anne-Frank
- Square du Temple – Elie-Wiesel
- Rue Notre-Dame-de-Nazareth
- Rue du Vertbois
- Fontaine du Vert bois
- Hôtel de Saint-Aignan

## Bilder
| - Porte du Temple och L'Église du Temple. Utsnitt från Truschets och Hoyaus karta över Paris från år 1552. - Sainte-Élisabeth-de-Hongrie. - Square du Temple – Elie-Wiesel. - Fontaine du Vert bois. - Hôtel de Saint-Aignan. |

## Kommunikationer
- Tunnelbana – linje  – Temple
- Tunnelbana – linjerna   – Hôtel de Ville
- Busshållplats Turbigo – République – Paris bussnät, linje 20 75 N12 N23
- Busshållplats Square du Temple – Paris bussnät, linje 20 N12 N23

### Webbkällor
- ”Rue du Temple”. Mairie de Paris. http://www.v2asp.paris.fr/commun/v2asp/v2/nomenclature_voies/Voieactu/9158.nom.htm. Läst 17 april 2021.
- ”Rue du Temple”. Les rues de Paris. https://www.parisrues.com/rues03/paris-03-rue-du-temple.html. Läst 17 april 2021.